# Финале УЕФА Лиге Европе 2020.
Финале УЕФА Лиге Европе 2020. године била је последња утакмице 49. сезоне секундарног фудбалског такмичења под окриљем УЕФА, Лиге Европе 2019/20. Одиграно је на Стадиону Рајненергија у Келну, Немачка, датума 21. августа 2020. године, између шпанске Севиље и италијанског Интера. Севиља је као победник такмичења стекла право да игра против Бајерн Минхена, освајача УЕФА Лиге шампиона 2019/20. у УЕФА Суперкупу 2020.
Првобитно је планирано да се утакмица одржи 27. маја 2020. године на стадиону ПГЕ у Гдањску, Пољска. Међутим, УЕФА је 23. марта 2020. најавила да је финале одложено због пандемије вируса корона. 17. јуна исте године, УЕФА је одлучила да премести место одржавања финалне утакмице у Келн.

## Учесници
У следећој табели, финала до 2009. године била су у ери Купа УЕФА, од 2010. године у ери УЕФА Лиге Европе.
| Клуб   | Претходни наступи у финалима (болдовано означава шампиона) |
| ------ | ---------------------------------------------------------- |
| Севиља | 5 (2006, 2007, 2014, 2015, 2016)                           |
| Интер  | 4 (1991, 1994, 1997, 1998)                                 |

## Стадион
Место одигравања утакмице, као и стадион су промењени. Уместо на Стадион Енерга, у Гдањск, финална утакмица је одиграна на Стадиону Рајненергија у Келну.
Извршни одбор УЕФА изабрао је Стадион Рајненергијау Келну за домаћина на седници 17. јуна 2020. Ово је прво финале клупског такмичења УЕФА-е одржано на овом стадиону и прво финале Лиге Европе које се одржава у Немачкој од 2010. године. Током ере играња финалних утакмица у две утакмице, земља је 11 пута била домаћин, а кад је играна једна финална утакмица били су домаћини 2001. у Дортмунду и финале 2010. у Хамбургу.
Стадион је први пут отворен 1923. године као стадион Мунгерсдорфер и био је матични стадион Келна у Бундеслиги од 1948. Претрпео је две велике обнове. Био је домаћин ЕВРО 1988., као и ФИФА Куп конфедерација 2005. и Светског првенства 2006. године.

## Позадина меча
Утакмица је рекордно шесто финале Купа УЕФА / Лиге Европе за Севиљу, најуспешнији тим у историји такмичења. Клуб је освојио сва претходна финала 2006, 2007, 2014, 2015. и 2016. години. Утакмица је пето финале за Интер, а њихово прво од реформе такмичења у Лигу Европе. Они су први италијански тим који је стигао до финала Купа УЕФА / Лиге Европе после Парме - 1999. године.

## Пут до финала
Напомена: У мечевима испод прво је наведен резултат финалисте, а потом резултат противника (Д: домаћин, Г: гост, Н: неутрални терен).
| Тим             | У | П | Н | И | ДГ | ПГ | ГР  | Б  |
| --------------- | - | - | - | - | -- | -- | --- | -- |
| 1. Севиља       | 6 | 5 | 0 | 1 | 14 | 3  | +11 | 15 |
| 2. АПОЕЛ        | 6 | 3 | 1 | 2 | 10 | 8  | +2  | 10 |
| 3. Карабаг      | 6 | 1 | 2 | 3 | 8  | 11 | -3  | 5  |
| 4. Ф91 Диделанж | 6 | 1 | 1 | 4 | 8  | 18 | -10 | 4  |

| Тим                  | У | П | Н | И | ДГ | ПГ | ГР | Б  |
| -------------------- | - | - | - | - | -- | -- | -- | -- |
| 1. Барселона         | 6 | 4 | 2 | 0 | 9  | 4  | +5 | 14 |
| 2. Борусија Дортмунд | 6 | 3 | 1 | 2 | 8  | 8  | 0  | 10 |
| 3. Интер             | 6 | 2 | 1 | 3 | 10 | 9  | +1 | 7  |
| 4. Славија Праг      | 6 | 0 | 2 | 4 | 4  | 10 | -6 | 2  |

## Тимови
| Тим                | Севиља                   | Интер             |
| ------------------ | ------------------------ | ----------------- |
| Шеснаестина финала | ЧФР Клуж                 | Лудогорец Разград |
| Осмина финала      | Рома                     | Хетафе            |
| Четвртфинале       | Вулверхемптон вондерерси | Бајер Леверкузен  |
| Полуфинале         | Манчестер јунајтед       | Шахтар Доњецк     |

## Пред меч

### Идентитет
Оригинални идентитет финала УЕФА Лиге Европе 2020. године откривен је на жребу у групној фази 30. августа 2019.

### Амбасадор
Амбасадор за првобитно финале у Гдањску је бивши пољски интернационалац Андрзеј Бунцол, који је освојио Куп УЕФА 1987/88. са Бајер Леверкузен.

### Судије
18. августа 2020. УЕФА је именовала Холанђанина Данија Мекелија за судију за финале. Мекели је ФИФА-ин судија од 2011. године, а претходно је био додатни помоћни судија у финалу Лиге шампиона 2018. и видео помоћни судија у финалу Лиге шампиона 2019. године. Такође је био помоћни судија за видео помоћ у финалу Светског првенства 2018. Придружили су му се четворица његових сународника, Марио Дикс и Хејсел Стегстра као помоћни судије, Јохем Кампхуис као главни помоћни судија и Кевин Блом као један од помоћника званичника ВАР-а. Други помоћник ВАР-а за финале био је Павел Гил из Пољске, а његов сународник Томаш Соколницки је био задужен као судија за ВАР-а (преглед офсајда). Анастасиос Сидиропоулос из Грчке обављао је функцију четвртог званичника.

## Утакмица
| Севиља                                 | 3 : 2    | Интер                          |
| -------------------------------------- | -------- | ------------------------------ |
| - Де Јонг 12’, 33’ - Лукаку 74’ (а.г.) | Извештај | - Лукаку 5’ (пен.) - Годин 36’ |

| Севиља | Интер |

| Г              | 13 | Јасин Буну      |     |     |
| О              | 16 | Хесус Навас (К) |     |     |
| О              | 12 | Жил Кунде       |     |     |
| О              | 20 | Дијего Карлос   | 4’  | 86’ |
| О              | 23 | Серхио Регуиљон |     |     |
| С              | 24 | Џоун Џордан     |     |     |
| С              | 25 | Фернандо        |     |     |
| С              | 10 | Евер Банега     | 45’ |     |
| Н              | 5  | Лукас Окампос   |     | 71’ |
| Н              | 19 | Лук де Јонг     |     | 85’ |
| Н              | 41 | Сусо            |     | 77’ |
| Измене:        |    |                 |     |     |
| Г              | 1  | Томаш Вацлик    |     |     |
| Г              | 31 | Хави Дијаз      |     |     |
| О              | 3  | Серђи Гомез     |     |     |
| О              | 18 | Серхио Ескудеро |     |     |
| О              | 36 | Генаро Родригез |     |     |
| О              | 40 | Пабло Перез     |     |     |
| С              | 17 | Немања Гудељ    |     | 86’ |
| С              | 21 | Оливер Торес    |     |     |
| С              | 22 | Франко Васкез   |     | 77’ |
| Н              | 11 | Мунир           |     | 71’ |
| Н              | 28 | Хосе Лара       |     |     |
| Н              | 51 | Јусеф Ен Несири |     | 85’ |
| Менаџер:       |    |                 |     |     |
| Хулен Лопетеги |    |                 |     |     |

| Г             | 1             | Самир Хандановић (К) |     |     |
| О             | 2             | Дијего Годин         |     | 90’ |
| О             | 6             | Стефан де Врај       |     |     |
| О             | 95            | Алесандро Бастони    | 55’ |     |
| С             | 23            | Николо Барела        | 41’ |     |
| С             | 77            | Марцело Брозовић     |     |     |
| С             | 5             | Роберто Гаљардини    | 73’ | 78’ |
| С             | 33            | Данило д'Амброзио    |     | 78’ |
| С             | 15            | Ешли Јанг            |     |     |
| Н             | 9             | Ромелу Лукаку        |     |     |
| Н             | 10            | Лаутаро Мартинез     |     | 78’ |
| Измене:       |               |                      |     |     |
| Г             | 27            | Данијеле Падели      |     |     |
| О             | 13            | Андреа Ранокија      |     |     |
| О             | 31            | Лоренцо Пирола       |     |     |
| О             | 34            | Кристијано Бираги    |     |     |
| О             | 37            | Милан Шкрињар        |     |     |
| С             | 11            | Виктор Мозес         |     | 78’ |
| С             | 12            | Стефано Сенси        |     |     |
| С             | 20            | Борха Валеро         |     |     |
| С             | 24            | Кристијан Ериксен    |     | 78’ |
| С             | 87            | Антонио Кандрева     |     | 90’ |
| Н             | 7             | Алексис Санчез       |     | 78’ |
| Н             | 30            | Себастијано Еспозито |     |     |
| Менаџер:      |               |                      |     |     |
| Антонио Конте | Антонио Конте | Антонио Конте        | 18’ |     |

| Играч утакмице: Лук де Јонг (Севиља) \| \| Правила: - Главни део утакмице траје 90 минута. - Уколико је неопходно, играју се два продужетка од по 15 минута. - Уколико је резултат и даље нерешен, шутирају се пенали. - Дозвољене укупно три измене по екипи, четврта уколико се играју продужеци. \| | |
| | Правила: - Главни део утакмице траје 90 минута. - Уколико је неопходно, играју се два продужетка од по 15 минута. - Уколико је резултат и даље нерешен, шутирају се пенали. - Дозвољене укупно три измене по екипи, четврта уколико се играју продужеци. |

| Главни судија: Дани Мекели (Холандија) Помоћне судије: Марио Дикс (Холандија) Хејсел Стегстра (Холандија) Четврти судија: Анастасиос Сидиропулос (Грчка) Главни судија у ВАР соби: Јохем Кампухис (Холандија) ВАР асистенти: Кевин Блум (Холандија) Павел Гил (Пољска) Офсајд ВАР: Томаш Соколницки (Пољска) |

### Статистика
| Статистика     | Севиља | Интер |
| -------------- | ------ | ----- |
| Дато голова    | 2      | 2     |
| Укупно шутева  | 8      | 4     |
| Шутева у гол   | 5      | 2     |
| Одбране        | 0      | 2     |
| Посед лопте    | 58%    | 42%   |
| Корнери        | 1      | 0     |
| Фаулови        | 6      | 11    |
| Офсајди        | 0      | 1     |
| Жути картони   | 2      | 2     |
| Црвени картони | 0      | 0     |

| Статистика     | Севиља | Интер |
| -------------- | ------ | ----- |
| Дато голова    | 1      | 0     |
| Укупно шутева  | 6      | 5     |
| Шутева у гол   | 1      | 2     |
| Одбране        | 2      | 1     |
| Посед лопте    | 37%    | 63%   |
| Корнери        | 0      | 2     |
| Фаулови        | 10     | 8     |
| Офсајди        | 0      | 1     |
| Жути картони   | 0      | 2     |
| Црвени картони | 0      | 0     |

| Статистика     | Севиља | Интер |
| -------------- | ------ | ----- |
| Дато голова    | 3      | 2     |
| Укупно шутева  | 14     | 9     |
| Шут у гол      | 6      | 4     |
| Одбране        | 2      | 3     |
| Посед лопте    | 47%    | 53%   |
| Корнери        | 1      | 2     |
| Фаулови        | 16     | 19    |
| Офсајди        | 0      | 2     |
| Жути картони   | 2      | 4     |
| Црвени картони | 0      | 0     |